# Cuenca de la quebrada de Caracoles
La cuenca de la quebrada de Caracoles es el espacio natural de la cuenca hidrográfica exorreica ubicada al oriente de la ciudad de Antofagasta de Chile. Desemboca en el océano Pacífico.
En este artículo se utiliza básicamente la definición DARH con el código 0207, aunque se señalaran algunos aspectos de la definición BNA que le asigna el códicg 027. Con la definición DARH cubre un área de 27.882 km²

## Límites y relieve
Como un caso especial, los inventarios difieren grandemente en la limitación del ítem. La delimitación DARH ha puesto la quebrada del Profeta, de 12551 km², como afluente de la quebrada de Caracoles. Anteriormente, la BNA, la consideraba parte de la quebrada la Negra.
| Mapa DARH | Mapa BNA                                                                            |
| [[File:C-antofagasta-darh.svg\|380px\|alt={{{Alt\|{{{descripción}}}]] | [[File:Cuenca-023-024-025-026-027-028-B.svg\|380px\|alt={{{Alt\|{{{descripción}}}]] |
| La cuenca de la quebrada de Caracoles DARH, 0207, se expande hasta ocupar casi toda el área de la cuenca de la quebrada la Negra (028 en BNA) que queda reducida a cerca de 1/10 de su área BNA. |                                                                                     |

La publicación utilizada como fuente expresamente indica que se atiene a la definición de DARH del año 2014 por su mejor resolución geográfica.: 16 
Comenzando por su extremo poniente y siguiendo la dirección de los punteros del reloj, la cuenca limita al oeste con la ciudad de Antofagasta, al noroeste con las cuencas costeras entre río Loa y quebrada de Caracoles (022), al norte con la cuenca del río Loa. Su extremo norte colinda al oriente con la cuenca del salar de Atacama. Al oriente limita con las cuencas endorreicas del salar de Atacama, código DARH 0206 (BNA: Cuencas endorreicas Salar Atacama-Vertiente Pacífico). Finalmente, al suroeste limita con las cuencas costeras entre quebrada La Negra y quebrada Pan de Azúcar.

## Población y ubicación político-administrativa

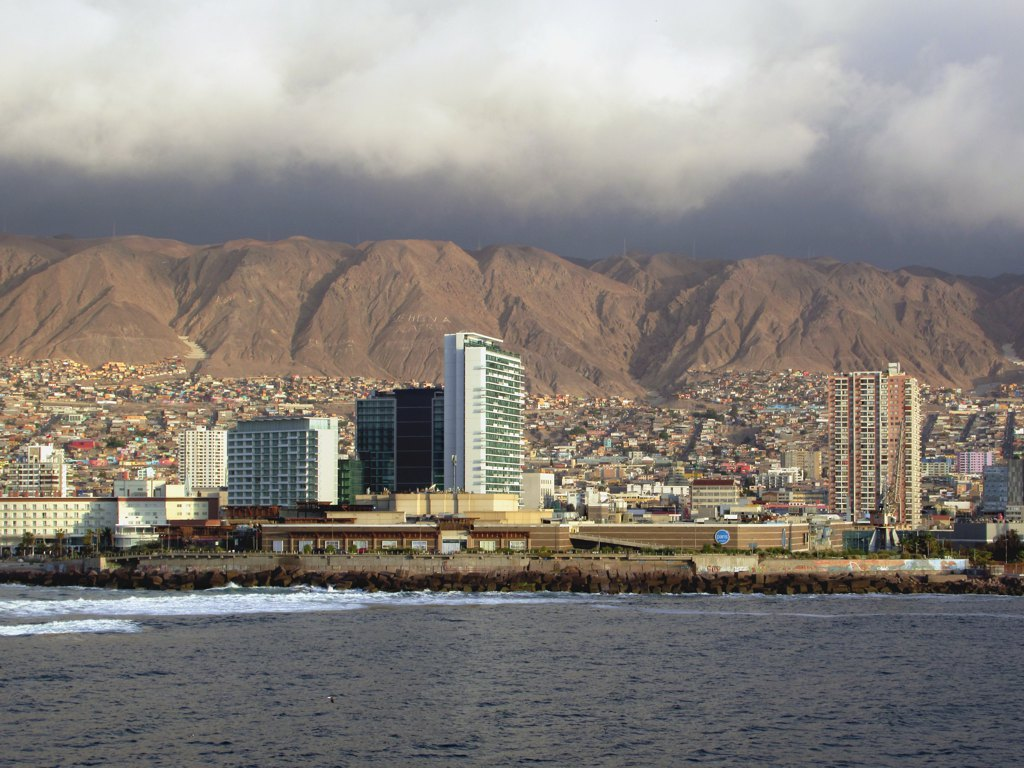
Los cerros de Antofagasta y la planicie costera.

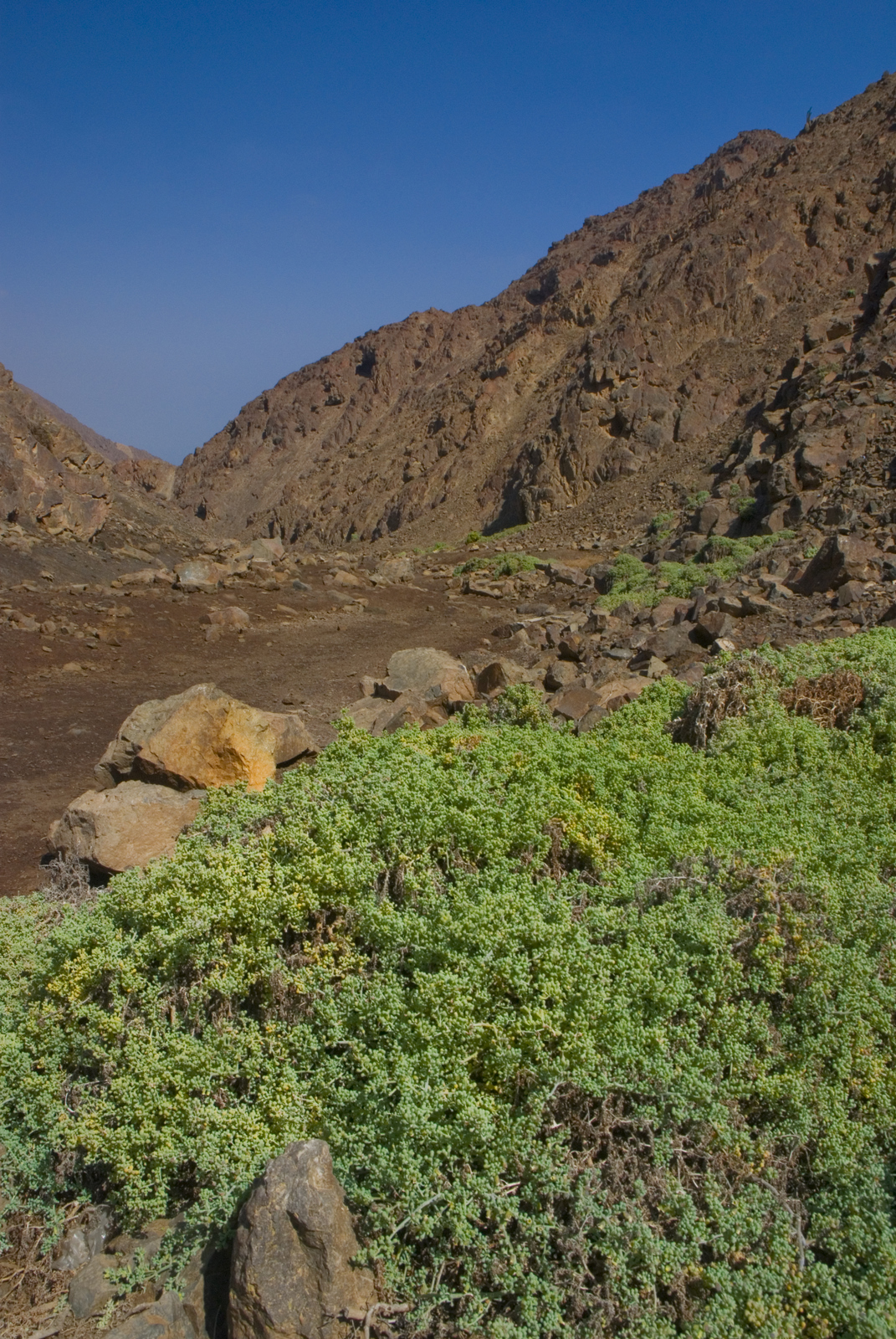
Quebrada La Chimba en la reserva nacional La Chimba.

El sistema de información y monitoreo de biodiversidad del Ministerio del Medio Ambiente de Chile señala la siguiente distribución de la superficie de la cuenca entre las comunas (el porcentaje es de la cuenca):
| Región      | Provincia   | Comuna               | Hectáreas     | Porcentaje |
| ----------- | ----------- | -------------------- | ------------- | ---------- |
| Antofagasta |             |                      | 1.829.499,952 | 99,998%    |
|             | Antofagasta |                      | 1.657.253,039 | 90,583%    |
|             |             | Antofagasta          | 718.092,391   | 39,25%     |
|             |             | Mejillones           | 676,05        | < 0,1%     |
|             |             | Sierra Gorda         | 938.484,598   | 51,296%    |
|             | El Loa      |                      | 143.120,353   | 7,823%     |
|             |             | Calama               | 141.901,129   | 7,756%     |
|             |             | San Pedro de Atacama | 1.219,224     | < 0,1%     |
|             | Tocopilla   |                      | 29.126,56     | 1,592%     |
|             |             | María Elena          | 29.126,56     | 1,592%     |

Los poblados principales de la cuenca quebrada de Caracoles radicados en la comuna de Antofagasta, son el “sector centro” de la ciudad de Antofagasta, más el sector denominado Km. 12, la Comunidad GEN ubicada en la Estación Uribe y los campamentos mineros de las empresas SQM Salar del Carmen, El Peñón, AMSA-Aguas Blancas, Zaldívar (CMZ) y Escondida (MEL); estos últimos ubicados en los márgenes suroriente de la cuenca.: 67 

## Geomorfología
La geografía de la cuenca está caracterizada por 5 franjas con dirección norte-sur:: 18 
1. Planicies marinas o fluviomarinas
2. Cordillera de la Costa (Chile)
3. Desierto de Atacama
4. Piedemonte
5. Precordillera de Domeyko

## Subdivisiones
La Dirección General de Aguas subdivide o reúne las cuencas de Chile acorde a las necesidades de estudio y gestión. Existen dos inventarios que han logrado ser aceptados como principales, el inventario de cuencas del Banco Nacional de Aguas (BNA) de 1978, de mayor uso, y el inventario de cuencas del Departamento de Administración de Recursos Hídricos (DARH) de 2014 de mejor cartografía que ha obligado a redefinir algunos límites, a veces con cambios mayores, pero también por algunas redefiniciones del concepto de subcuenca.
Bajo el BNA el código del ítem es 027 y lleva el nombre quebrada de Caracoles. Con el DARH es 0207 y el nombre cuencas Antofagasta.
La subdivisión del BNA es como sigue:
| Cuenca                               | Subcuenca | Subsubcuenca | Aguas                                                                             | Área drenaje km² | Observaciones |
| ------------------------------------ | --------- | ------------ | --------------------------------------------------------------------------------- | ---------------- | ------------- |
| 027 Cuenca Quebrada Caracoles (mapa) |           |              |                                                                                   |                  |               |
| 027                                  | 0270      | 02700        | Quebrada Caracoles bajo junta Quebrada El Buitre                                  | 5693             |               |
| 027                                  | 0271      | 02710        | Quebrada Caracoles Entre Quebrada El Buitre y Salar del Carmen                    | 3370             |               |
| 027                                  | 0272      | 02720        | Quebrada San Cristóbal                                                            | 2555             |               |
| 027                                  | 0273      | 02730        | Quebrada Honda                                                                    | 1650             |               |
| 027                                  | 0274      | 02740        | Quebrada Salar del Muerto                                                         | 2028             |               |
| 027                                  | 0275      | 02750        | Quebrada Chimborazo                                                               | 2053             |               |
| 027                                  | 0276      | 02760        | Quebrada Caracoles Entre Salares Navidad y del Carmen (Inclusive) y Desembocadura | 947              |               |
| total:                               | 7         | 7            | Región: II (100%) / Tipo: Exorreica / Desemb.: Océano Pacífico                    | 18296            |               |

La disposición de cuencas en el inventario DARH es la siguiente:
| Código   | Nombre                           | Código en mapa      | Tipología de cuenca | Vertiente de cuenca | Origen de cuenca    | Temperatura media anual (C°) | Temperatura máxima (C°) | Temperatura mínima (C°) | Precipitación anual (mm) | Número de estaciones fluviométricas | Número de estaciones pluviométricas | Área (km²)          |
| -------- | -------------------------------- | ------------------- | ------------------- | ------------------- | ------------------- | ---------------------------- | ----------------------- | ----------------------- | ------------------------ | ----------------------------------- | ----------------------------------- | ------------------- |
| 0207     | Cuencas Antofagasta              | Cuencas Antofagasta | Cuencas Antofagasta | Cuencas Antofagasta | Cuencas Antofagasta | Cuencas Antofagasta          | Cuencas Antofagasta     | Cuencas Antofagasta     | Cuencas Antofagasta      | Cuencas Antofagasta                 | Cuencas Antofagasta                 | Cuencas Antofagasta |
| 020700   | Quebrada Mantos Blancos          | 0                   | Exorreica           | Pacífico            | Pluvial             | 15.0                         | 24.5                    | 4.9                     | 7.6                      | 0                                   | 0                                   | 4599.9              |
| 020701   | Quebrada Saco                    | 0                   | Exorreica           | Pacífico            | Pluvial             | 13.4                         | 23.5                    | 2.5                     | 12.9                     | 0                                   | 2                                   | 7469.9              |
| 020702   | Quebrada del Profeta y Afluentes | 0                   | Exorreica           | Pacífico            | Pluvial             | 15.0                         | 24.7                    | 4.4                     | 7.5                      | 0                                   | 0                                   | 12550.5             |
| 02070200 | Quebrada Chimborazo              | 8                   | Exorreica           | Pacífico            | Pluvial             | 13.9                         | 24.0                    | 2.5                     | 9.5                      | 0                                   | 0                                   | 1404.3              |
| 02070201 | Salar Mar Muerto                 | 9                   | Exorreica           | Pacífico            | Pluvial             | 16.3                         | 25.7                    | 6.4                     | 6.7                      | 0                                   | 0                                   | 1858.2              |

## Hidrología

### Red hidrográfica

Quebradas al este de la ciudad de Antofagasta.

En la cuenca no existen cuerpos de aguas superficiales corrientes y permanentes.: 95 
En esta categoría se encuentran las siguientes zonas hidrográficas:
A ellas se debe agregar algunos manantiales naturales que sugen en las quebradas de la zona, como:
- Ratones (Agua de los) 22° 45'? 68° 50'? Se conoce también con el nombre de aguadas Saladas, en razón de su mala calidad, que sólo las hace utilizables para la bebida cíe los animales; se encuentra en la falda S E de los cerros de Limón Verde, en el camino de Calama a Caracoles. 98, iii, p. 125.: 754
- Rinconada (Aguada La) 22° 15' 70° 15' Revienta cerca de la costa; cutre las puntas de Agua Dulce, i A lata 97, mapa de Valdes (1876): 1.52; i 156.: 768

### Glaciares
El inventario público de glaciares de Chile 2022 no enlista glaciares en esta cuenca.

### Acuíferos
En la cuenca se han definido los siguientes SHACs: Sierra Gorda, Salar de Elvira - Laguna Seca, Salares Navidad y Mar Muerto, Pampa Buenos Aires, Aguas Blancas y Rosario.: 105 

### Humedales
El Ministerio del Medio Ambiente consigna el humedal urbano Salar del Carmen (HU-0077).

### Desaladoras
Según el mapa de la fuente citada, no existen plantas desaladoras en la cuenca,: 59 . Existe tranferencia de agua desalada desde una desaladora de la empresa Aguas Antofagasta hasta Estación Baquedano, un poblado de 858 habitantes en el sector norte de la cuenca.: 60 
Esta zona tuvo desde el siglo XIX diversas explotaciones mineras que necesitaron de agua. En 1873 comenzó a operar la planta de desalinización solar Las Salinas, la primera del mundo en la época moderna, que extraía agua de las capas acuíferas para desalarla. Le siguieron otras con el mismo modelo que finalmente cerraron cuando terminó el ciclo del salitre en Chile. Actualmente existen plantas desaladoras de agua de mar en la costa.

## Áreas bajo protección oficial
Una parte muy pequeña de la reserva nacional La Chimba está en la cuenca.

## Clima

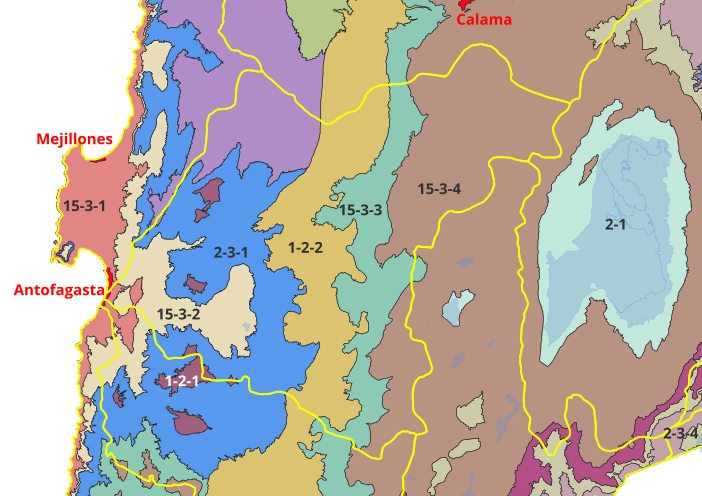
Distritos agroclimáticos en el ítem 027 de inventario de cuencas BNA según el Atlas climático de Chile.

El Atlas agroclimático de Chile distingue siete distritos climáticos en la cuenca:
- 1-2-1 Desierto con influencia marina y régimen de humedad xérico(BWnXe). La temperatura oscila entre un máximo de enero de 28 °C y un mínimo de julio de 7,2 °C. Tiene un promedio de 345 días consecutivos libres de heladas. En el año se registra un promedio de 0 heladas. El período de temperaturas favorables a la actividad vegetativa dura 12 meses. Registra anualmente 2.589 días grado y 71 horas de frío acumuladas hasta el 31 de Julio. La precipitación media anual es de 0 mm y un período seco de 12 meses, con un déficit hídrico de 1.954 mm/año. El período húmedo dura 0 meses durante los cuales se produce un excedente hídrico de 0 mm.
- 1-2-2 Desierto interior y régimen de humedad xérico (BWXe). La temperatura oscila entre un máximo de enero de 29,9 °C y un mínimo de julio de 3,7 °C. Tiene un promedio de 219 días consecutivos libres de heladas. En el año se registra un promedio de 18 heladas. El período de temperaturas favorables a la actividad vegetativa dura 12 meses. Registra anualmente 2.389 días grado y 441 horas de frío acumuladas hasta el 31 de Julio. La precipitación media anual es de 0 mm y un período seco de 12 meses, con un déficit hídrico de 2.307 mm/año. El período húmedo dura 0 meses durante los cuales se produce un excedente hídrico de 0 mm.
- 2-3-1 Desierto interior y régimen de humedad xérico (BWXe). La temperatura oscila entre un máximo de enero de 28,8 °C (máx de 31.8 °C y mín de 25 °C dentro del distrito) y un mínimo de julio de 6 °C (máx de 10 °C y mín de 4 °C dentro del distrito). Tiene un promedio de 339 días consecutivos libres de heladas. En el año se registra un promedio de 2 heladas. El periodo de temperaturas favorables a la actividad vegetativa dura 12 meses. Registra anualmente 2.490 días grado y 154 horas de frío acumuladas hasta el 31 de Julio. La precipitación media anual es de 0 mm y un periodo seco de 12 meses, con un déficit hídrico de 2.018 mm/año. El período húmedo dura 0 meses durante los cuales se produce un excedente hídrico de 0 mm.
- 15-3-1 Desierto con influencia marina y régimen de humedad xérico (BWnXe). La temperatura oscila entre un máximo de enero de 24,8 °C (máx de 27,1 °C y mín de 21,4 °C dentro del distrito) y un mínimo de julio de 10,4 °C (máx de 10,2 °C y mín de 7,8 °C dentro del distrito). En todo el año no tiene heladas. El periodo de temperaturas favorables a la actividad vegetativa dura 12 meses. Registra anualmente 2.487 días grado y 1 hora de frío acumulada hasta el 31 de Julio. La precipitación media anual es de 10 mm y un periodo seco de 12 meses, con un déficit hídrico de 1.629 mm/año. El período húmedo dura 0 meses durante los cuales se produce un excedente hídrico de 0 mm.
- 15-3-2 Desierto con influencia marina y régimen de humedad xérico (BWnXe). La temperatura oscila entre un máximo de enero de 27,7 °C (máx de 30,2 °C y mín de 23,6 °C dentro del distrito) y un mínimo de julio de 9,1 °C (máx de 10,5 °C y mín de 5,2 °C dentro del distrito). En todo el año no tiene heladas. El periodo de temperaturas favorables a la actividad vegetativa dura 12 meses. Registra anualmente 2.788 días grado y 12 horas de frío acumuladas hasta el 31 de Julio. La precipitación media anual es de 2 mm y un periodo seco de 12 meses, con un déficit hídrico de 1.828 mm/año. El período húmedo dura 0 meses durante los cuales se produce un excedente hídrico de 0 mm.
- 15-3-3 Desierto interior y régimen de humedad xérico (BWXe). La temperatura oscila entre un máximo de enero de 26,5 °C (máx de 30,4 °C y mín de 23 °C dentro del distrito) y un mínimo de julio de 3,4 °C (máx de 8,4 °C y mín de 1,5 °C dentro del distrito). Tiene un promedio de 186 días consecutivos libres de heladas. En el año se registra un promedio de 25 heladas. El periodo de temperaturas favorables a la actividad vegetativa dura 12 meses. Registra anualmente 1.769 días grado y 588 horas de frío acumuladas hasta el 31 de Julio. La precipitación media anual es de 4 mm y un periodo seco de 12 meses, con un déficit hídrico de 2.155 mm/año. El período húmedo dura 0 meses durante los cuales se produce un excedente hídrico de 0 mm.
- 15-3-4 Desierto de altura y régimen de humedad xérico (BWHXe). La temperatura oscila entre un máximo de enero de 20 °C (máx de 26 °C y mín de 9 °C dentro del distrito) y un mínimo de julio de -0,1 °C (máx de 6 °C y mín de -4 °C dentro del distrito). Tiene un promedio de 0 días consecutivos libres de heladas. En el año se registra un promedio de 157 heladas. El periodo de temperaturas favorables a la actividad vegetativa dura 5 meses. Registra anualmente 700 días grado y 1.311 horas de frío acumuladas hasta el 31 de Julio. La precipitación media anual es de 38 mm y un periodo seco de 12 meses, con un déficit hídrico de 2.058 mm/año. El período húmedo dura 0 meses durante los cuales se produce un excedente hídrico de 0 mm.

|  |  |

Los diagramas Walter Lieth muestran con un área azul los periodos en que las precipitaciones sobrepasan la cantidad de agua que el calor del sol evapora en el mismo lapso de tiempo, (un promedio de 10 °C mensuales evaporan 20 mm de agua caída) dejando un clima húmedo. Por el contrario, las zonas amarillas indican que durante ese tiempo el agua caída puede ser evaporada por el calor del sol. El área gris señala meses muy húmedos. No hay épocas de clima húmedo en la cuenca, aunque en Calama se observa un aumento de las precipitaciones como consecuencia del llamado invierno boliviano.